# Guillermo Azócar
Guillermo Eliseo Azócar Álvarez (Curicó, 26 de enero de 1887-Santiago, 2 de febrero de 1965) fue un agricultor, abogado y político chileno. Se desempeñó como diputado, senador, y ministro de Estado de su país, durante el primer gobierno del presidente Carlos Ibáñez del Campo.

## Familia y estudios
Nació en la comuna chilena de Curicó el 26 de enero de 1887, hijo de Eliseo Azócar Parada y Eloísa Álvarez Montero. Realizó sus estudios primarios y secundarios en el Instituto Nacional. Continuó lo superiores en la Facultad de Derecho de la Universidad de Chile, jurando como abogado el 6 de julio de 1911, con la tesis se titulada: Recurso de casación.
Se casó con Graciela Barazarte Zuleta, con quien tuvo cinco hijos: Graciela, Inés Judith, Adriana, Guillermo y Sergio. Fue tío de Patricio Aylwin, exsenador y expresidente de la República, y de Andrés Aylwin, exdiputado.

## Carrera profesional
Se dedicó al ejercicio libre de su profesión, y a las actividades agrícolas. Como agricultor explotó el fundo "La Primavera" en la comuna santiaguina de La Granja, dedicado a la ganadería, hasta 1941.
En noviembre de 1926, estableció en Santiago, una casa comercial de leche y productos derivados de ella. En 1927, logró un movimiento cooperativista, para concentrar la explotación láctea en una sociedad anónima. Fue uno de los primeros en introducir la pasteurización de la leche, en su lechería. Más tarde adquirió el fundo "La Primavera Sur", en Monte Águila; y "Los Robles", en Santa Bárbara. Obtuvo premios, el "Champion", en la Exposición Agrícola y Ganadera de Quinta Normal. Fue socio del Club de Viña del Mar.
Entre otras actividades, colaboró en el diario El Día de Valparaíso; y fue organizador de la Empresa Periodística Claridad, en 1939. Por otra parte, patrocinó la creación de un «Banco Agrícola», destinado a fomentar el crédito en sus tres fases principales: personal, prendario e hipotecario.

## Carrera política
Políticamente, integró las filas del Partido Liberal (PL), luego Radical (PR) y finalmente Socialista (PS). A mediados y fines de la década de 1910, sirvió como regidor y alcalde de La Granja.

### Diputado
Por primera vez, en las elecciones parlamentarias de 1921, fue al Congreso Nacional, resultando elegido como diputado por los departamentos de Quillota y Limache, por el período legislativo 1921-1924. En esa función integró la Comisión Permanente de Hacienda.

### Senador y ministro de Estado
Luego, en las elecciones parlamentarias de 1925, fue elegido como senador de la República, en representación de la 2ª Agrupación Provincial (correspondiente a las provincias de Atacama y Coquimbo), por el período 1926-1930. Esta vez integró la Comisión Permanente de Hacienda, Comercio y Empréstitos Municipales; y fue senador reemplazante en la Comisión Permanente de Agricultura, Minería, Fomento Industrial y Colonización; y en la de Policía Interior.
En las elecciones parlamentarias de 1930, obtuvo la reelección como senador, por la misma 2ª Agrupación Provincial (Atacama y Coquimbo), por el período 1930-1938. Fue senador reemplazante en la Comisión Permanente de Educación Pública; e integró la Comisión Permanente de Higiene y Asistencia Pública; y la de Presupuestos. El 7 de mayo de 1931, fue nombrado como ministro de Agricultura, en el gobierno del presidente Carlos Ibáñez del Campo, ejerciendo el cargo hasta el 21 de julio de ese año. Como consecuencia de aquello, debió abandonar su escaño parlamentario el cual era incompatible con el de ministro de Estado; incorporándose el 13 de julio de 1931 al Senado Aquiles Concha Stuardo, elegido en su reemplazo. De todas maneras, el un golpe de Estado que estalló el 4 de junio de 1932, decretó el día 6 de ese mes, la disolución del Congreso Nacional.
En las elecciones parlamentarias de 1932, nuevamente obtuvo la reelección, por la misma 2ª Agrupación, por el período 1933-1937. Fue senador reemplazante en la Comisión Permanente de Constitución, Legislación y Justicia y Reglamento; e integró la Comisión Permanente de Hacienda, Comercio y Empréstitos Municipales. En el ejercicio de su cargo, durante una exposición en el Senado el 31 de mayo, dijo: «Lo que necesitamos es hacer la redistribución de la tierra, y a eso precisamente tiende lo que se llama reforma agraria».
Por último, obtuvo otra reelección como senador, pero esta vez, por la 7ª Agrupación Provincial de Ñuble, Concepción y Arauco, por el período 1937-1945. En este periodo actuó como vicepresidente del Senado, entre el 25 de mayo de 1943 y el 23 de mayo de 1944. Fue senador reemplazante en la Comisión Permanente de Relaciones Exteriores y Comercio; e integró la Comisión Permanente de Hacienda y Presupuestos. En la segunda etapa de esta senaturía, integró la Comisión Permanente de Relaciones Exteriores y Comercio; y continuó en la de Hacienda y Presupuestos, la que presidió. En esta segunda etapa del período senatorial, fue también, senador reemplazante en la Comisión Permanente de Defensa Nacional.
En 1965, el senador socialista Salvador Allende, le rendiría un homenaje en el Senado de la República dedicándole las siguientes palabras:

"Creía en Chile y en sus hombres; aspiraban a sacar a las masas trabajadoras de la ignorancia y el pauperismo. Fue el primero que habló de que Chile era un país subdesarrollado y de que jamás podríamos salir de este estado con una explotación agrícola deficiente, semejante a la que regía en la Colonia. Habló de establecer salarios justos en los campos y predicó con el ejemplo, al mejorar las condiciones de vida entre los trabajadores de los fundos que explotó".

### Últimos años y muerte
Para la década de 1940, actuó como consejero de la Corporación de Ventas del Salitre y Yodo (Covensa), durante cinco años. Seguidamente, fue presidente de la Corporación Nacional de Transportes, en 1946; y director de la acera estatal Compañía de Acero del Pacífico (CAP), en 1953.
Falleció en Santiago el 2 de febrero de 1965, a los 78 años.